# Rudolf Braesicke

Braesicke auf einer Postkarte von 1898

Rudolf Braesicke (* 8. Juni 1841 in Heinrichsfelde (1920 bis 1939 litauisch: Andruliai, Kreis Heydekrug) im Amt Kaukehmen (Kuckerneese), Kreis Niederung/Elchniederung; † 1920) war Gutsbesitzer und Mitglied des Deutschen Reichstags.

## Leben
Braesicke besuchte die Realschule in Tilsit, dann das Altstädtische Gymnasium in Königsberg. Im Sommersemester 1862 studierte er an der Albertus-Universität Königsberg und wurde zusammen mit seinem jüngeren Bruder Hugo 1862 Mitglied der Burschenschaft Germania Königsberg.
Ab Oktober 1865 war er Gutsbesitzer von Eszeruppen (ab 1936: Escheruppen, heute nicht mehr existent) im Kirchspiel Willuhnen. Von 1877 bis 1885 und von 1890 bis 1896 war er Mitglied des Kreis-Ausschusses, Mitglied des Kreistages und der Kreis- und Provinzialsynode. Ab 1883 war er Vorsitzender des landwirtschaftlichen Kreisvereins Pillkallen.
Von 1898 bis 1903 war er Mitglied des Deutschen Reichstags für den Reichstagswahlkreis Regierungsbezirk Gumbinnen 1 und die Freisinnige Volkspartei.